# Olegario Víctor Andrade
Olegario Víctor Andrade (Alegrete, 6 marzo 1839 – Buenos Aires, 30 ottobre 1882) è stato un poeta, giornalista e politico argentino, di origini brasiliane.
La sua poesia denota un'enfasi tipica del romanticismo, volta probabilmente a risvegliare sentimenti patriottici e nazionalismo.

## Opere
- El nido de condorés
- Prometeo
- Atlántida